# Liste der Kulturdenkmale in Pöhsig (Grimma)
In der Liste der Kulturdenkmale in Pöhsig sind die Kulturdenkmale des Grimmaer Ortsteils Pöhsig verzeichnet, die bis August 2024 vom Landesamt für Denkmalpflege Sachsen erfasst wurden (ohne archäologische Kulturdenkmale). Die Anmerkungen sind zu beachten.
Diese Aufzählung ist eine Teilmenge der Liste der Kulturdenkmale in Grimma.

## Pöhsig
| Bild                                    | Bezeichnung                              | Lage                                   | Datierung                 | Beschreibung | ID       |
| --------------------------------------- | ---------------------------------------- | -------------------------------------- | ------------------------- | --- | -------- |
| Direkt Bild zu diesem Denkmal hochladen | Wohnstallhaus eines Dreiseithofes        | Bertha von Kattonitz Straße 4 (Karte)  | Um 1800                   | Obergeschoss hofseitig Fachwerk, Zeugnis bäuerlicher Bau- und Lebensweise des 19. Jahrhunderts, baugeschichtlich von Bedeutung. Zweigeschossig, Erdgeschoss massiv, Obergeschoss zum Hof in Fachwerk, Fensterfaschen, Türgewände in Kunststein, zum Teil in Naturstein (vermutlich Porphyrtuff), Krüppelwalmdach mit Biberschwanzdeckung. | 08974538 |
| Direkt Bild zu diesem Denkmal hochladen | Scheune eines Vierseithofes              | Bertha von Kattonitz Straße 23 (Karte) | 1. Hälfte 19. Jahrhundert | Putzbau mit hohem Krüppelwalmdach, Zeugnis bäuerlicher Bauweise vergangener Zeiten, baugeschichtlich von Bedeutung. Verputzter Massivbau, hohes Krüppelwalmdach, originale große Toreinfahrt. | 08974540 |
| Direkt Bild zu diesem Denkmal hochladen | Ehemaliges Chausseehaus (jetzt Wohnhaus) | Grimmaer Landstraße 4 (Karte)          | 1. Hälfte 19. Jahrhundert | Eingeschossiger Putzbau, Mittelrisalit auf vier dorische Säulen gestützt, baugeschichtliches und verkehrshistorisches Zeugnis in aufwändiger Gestaltung. Eingeschossiger verputzter Massivbau, Mittelrisalit auf vier dorischen Säulen gestützt, Zwerchhaus mit Dreiecksgiebel und Palladiomotiv (Motiv in Porphyrtuff), Türgewände mit Verdachung in Porphyrtuff, Treppenstufen in Porphyrtuff, Krüppelwalmdach mit Biberschwanzdeckung, Holztraufe mit Holzkonsölchen, Fenstersohlbänke in Porphyrtuff. | 08974536 |
| Direkt Bild zu diesem Denkmal hochladen | Häuslerhaus                              | Zum Gutewasser 7 (Karte)               | Um 1800                   | Zeugnis kleinbäuerlicher Bau- und Lebensweise in Fachwerkbauweise, sozialgeschichtlich von Bedeutung. Zweigeschossig, Erdgeschoss massiv, Obergeschoss Fachwerk (zum Teil verputzt), Fenstergewände im Erdgeschoss vermutlich in Porphyrtuff, Satteldach mit Fledermausgauben. | 08974539 |

## Tabellenlegende
- Bild: Bild des Kulturdenkmals, ggf. zusätzlich mit einem Link zu weiteren Fotos des Kulturdenkmals im Medienarchiv Wikimedia Commons. Wenn man auf das Kamerasymbol klickt, können Fotos zu Kulturdenkmalen aus dieser Liste hochgeladen werden:
- Bezeichnung: Denkmalgeschützte Objekte und ggf. Bauwerksname des Kulturdenkmals
- Lage: Straßenname und Hausnummer oder Flurstücknummer des Kulturdenkmals. Die Grundsortierung der Liste erfolgt nach dieser Adresse. Der Link (Karte) führt zu verschiedenen Kartendiensten mit der Position des Kulturdenkmals. Fehlt dieser Link, wurden die Koordinaten noch nicht eingetragen. Sind diese bekannt, können sie über ein Tool mit einer Kartenansicht einfach nachgetragen werden. In dieser Kartenansicht sind Kulturdenkmale ohne Koordinaten mit einem roten bzw. orangen Marker dargestellt und können durch Verschieben auf die richtige Position in der Karte mit Koordinaten versehen werden. Kulturdenkmale ohne Bild sind an einem blauen bzw. roten Marker erkennbar.
- Datierung: Baubeginn, Fertigstellung, Datum der Erstnennung oder grobe zeitliche Einordnung entsprechend des Eintrags in der sächsischen Denkmaldatenbank
- Beschreibung: Kurzcharakteristik des Kulturdenkmals entsprechend des Eintrags in der sächsischen Denkmaldatenbank, ggf. ergänzt durch die dort nur selten veröffentlichten Erfassungstexte oder zusätzliche Informationen
- ID: Vom Landesamt für Denkmalpflege Sachsen vergebene, das Kulturdenkmal eindeutig identifizierende Objekt-Nummer. Der Link führt zum PDF-Denkmaldokument des Landesamtes für Denkmalpflege Sachsen. Bei ehemaligen Kulturdenkmalen können die Objektnummern unbekannt sein und deshalb fehlen bzw. die Links von aus der Datenbank entfernten Objektnummern ins Leere führen. Ein ggf. vorhandenes Icon  führt zu den Angaben des Kulturdenkmals bei Wikidata.